# Eaton Rapids
Eaton Rapids är en ort i Eaton County i Michigan. Vid 2020 års folkräkning hade Eaton Rapids 5 203 invånare.